# Cleistanthus balakrishnanii
Cleistanthus balakrishnanii är en emblikaväxtart som beskrevs av Tapas Chakrabarty. Cleistanthus balakrishnanii ingår i släktet Cleistanthus och familjen emblikaväxter.
Artens utbredningsområde är Nicobarerna. Inga underarter finns listade i Catalogue of Life.